# وایسئا ناکوکو
وایسئا ناکوکو (انگلیسی: Waisea Nacuqu؛ زادهٔ ۲۴ مهٔ ۱۹۹۳) بازیکن راگبی ۷ نفره اهل فیجی است.
او در مسابقات کشوری و بین‌المللی در مجموع برندهٔ ۱ مدال طلا شده‌است.